# Horst Rittner
Horst Rittner (Breslau, 16 juli 1930 – Berlijn, 14 juni 2021) was een Duits correspondentieschaker.

## Carrière
In 1949 speelde hij zijn eerste correspondentieschaakpartij in de eerste klasse. In 1961 werd hij grootmeester ICCF. Rittner won het zesde ICCF Wereldkampioenschap correspondentieschaak, dat werd gespeeld van juli 1968 tot september 1971. Horst Rittner was ook drie maal kampioen van Duitsland. In 1966 was hij winnaar van het Ragosinmemorial. 
In de jaren zestig was hij vicevoorzitter van de ICCF. Horst was ook redacteur van het Duitse schaakblad "Schach" van 1966 tot 1991 hoofdredacteur. In 1995 won hij nog een bronzen medaille met het Oost-Duitse team bij een schaakolympiade. Daarna werd hij schaaktrainer in Berlijn.
Rittner overleed een maand voor zijn 91e verjaardag.